# Паоло и Франческа да Римини
Паоло и Франческа да Римини — акварель английского художника-прерафаэлита Данте Габриэля Россетти, созданная в 1855 году. В настоящее время произведение находится в галерее Тейт.

## Информация о картине
Настоящее имя художника — Чарльз Габриэль Данте Россетти, но его восхищение великим поэтом Данте Алигьери подвигло к смене имени на Данте Габриэль Россетти, также в своих работах он часто обращался к сюжетам из творчества Данте. В частности, сюжет «Паоло и Франческа да Римини» взят из «Божественной комедии», эпизод «Ад», песнь V. Франческа да Римини и её сводный брат Паоло Малатеста полюбили друг друга, несмотря на то, что он был женат, а она была замужем. Сюжет этой трагической истории любви часто изображался художниками викторианской эпохи, в частности, прерафаэлитами. Акварель представляет собой небольшой триптих, для которого характерен архаичный, имитирующий средневековый стиль раннего периода творчества Россетти. Художник работал над эскизами произведения множество лет, но сама работа заняла у него всего неделю. Акварель приобрёл британский писатель и критик Джон Рёскин. На краю акварели присутствует несколько строк из «Божественной комедии» на итальянском.